# Dixella dyari
Dixella dyari är en tvåvingeart som först beskrevs av Garrett 1924.  Dixella dyari ingår i släktet Dixella, och familjen u-myggor. Arten är reproducerande i Sverige.